# Acarosporaceae
Acarosporaceae is een botanische naam voor een familie van korstmossen behorend tot de orde Acarosporales. 

## Geslachten
De familie bestaat uit de volgende geslachten:
- Acarospora (457)
- Glypholecia (7)
- Lithoglypha (1)
- Myriospora (16)
- Pleopsidium (5)
- Polysporina (13)
- Sarcogyne (92)
- Silobia (1)
- Thelocarpella (1)

Tussen haakjes staat het aantal soorten binnen dit geslacht.